# Teodorico Estrabão
Teodorico Estrabão[a] (em latim: Theodericus Strabo; m. 481) foi líder militar ostrogótico que esteve envolvido na política do Império Bizantino durante os reinados dos imperadores Leão I, o Trácio (r. 457–474), Zenão (r. 474–475; 476–491) e Basilisco (r. 475–476). Filho do oficial Triário, aparece pela primeira vez em 459, quando recebia subsídios dos bizantinos. Em 471, entrou em conflito com o império para vingar o assassinato do alano Áspar, com quem tinha relações familiares, e por suas reivindicações não serem atendidas por Leão I. O conflito durou até 473, quando Leão I cedeu às exigências de Estrabão, nomeando-o mestre dos soldados na presença e reconhecendo-o como governante independente dos godos da Trácia.
Com a morte de Leão I em janeiro, Estrabão auxiliou o general Basilisco contra o recém-nomeado imperador Zenão. Sob Basilisco, recebeu várias honrarias e a confirmação de sua nomeação como mestre dos soldados na presença, embora logo entraria em conflito com a figura imperial. Em 479, três anos após a derrocada de Basilisco e a ascensão de Zenão, Teodorico enviou emissários para Constantinopla buscando a paz, porém suas propostas foram rejeitadas e ele foi duramente criticado e considerado inimigo público. Com o fracasso da embaixada, preparou-se para guerra, porém foi logo convencido a retomar as negociações, conseguindo angariar vários benefícios do imperador.
Em 479, apoiou os rebeldes Procópio Antêmio e Marciano, garantindo-lhes santuário após sua derrota perante as tropas imperiais, levando Zenão a revogar sua nomeação ao posto de mestre dos soldados. Isso incitou Estrabão a aliar-se com Teodorico, o Amal (r. 474–526) e ambos começaram a saquear a Trácia. Em 481, Estrabão realizou uma invasão à Grécia, mas faleceria no transcurso da expedição, ao cair de seu cavalo sobre uma lança. Seria sucedido no comando por seu filho Recítaco.

## Biografia

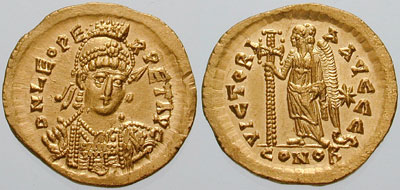
Soldo do imperador r.

Teodorico Estrabão era filho de Triário. Sabe-se que teve dois irmãos e que possivelmente era sobrinho da esposa do general bizantino de origem alana Áspar. Teve uma esposa chamada Sigilda e um filho chamado Recítaco. Ele era contemporâneo do mais famoso Teodorico, o Amal, um ostrogodo panônio da dinastia dos Amalos filho do rei Teodomiro (r. 465–474). É incerto se possuíam algum parentesco. Os autores da Prosopografia do Império Romano Tardio desconsideram a possibilidade de parentesco entre eles, enquanto Herwig Wolfram e outros autores sugerem que possa ser plausível com base no fato de Áspar ter batizado seu filho com a tia de Estrabão como Hermenerico, um nome inspirado no famoso rei amalingo dos grutungos de Aujo, e pela alegação de João de Antioquia de que Amal e Recítaco eram primos. Segundo Wolfram, a longa disputa entre Estrabão e Amal seria o motivo para o primeiro não ser mencionado como membro da dinastia.

### Sob LeãoI

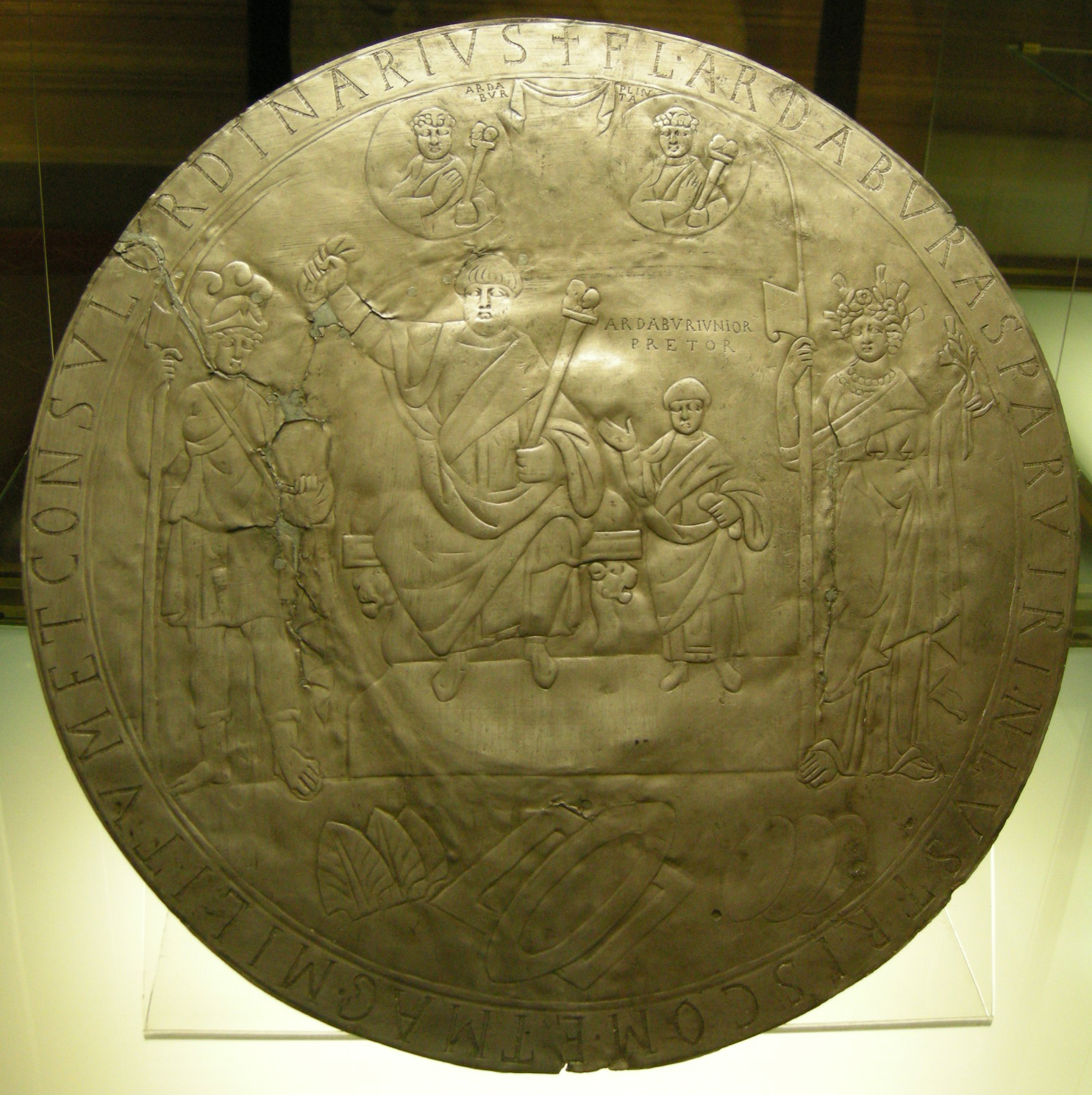
Missório de Ardabúrio no qual aparecem Ardabúrio e seu pai Áspar

Por volta de 459, Teodorico e seus associados são mencionados pela primeira vez pelos emissários enviados pelo rei ostrogótico Valamiro (r. 447–465) à corte do imperador Leão I, o Trácio (r. 457–474). Segundo informado, mantinham relações amistosas com o Império Bizantino, possivelmente como federados, recebendo um subsídio anual dos bizantinos, o que abriu margem para Valamiro iniciar uma guerra. Em 471, Teodorico estava na Trácia e era governante dos ostrogodos da região. Com o assassinato de Áspar por ordens de Leão I no mesmo ano, os partidários do ministro assassinado começaram a provocar agitações na capital. Estrabão e Óstris procuraram vingá-lo, mas foram derrotados nas cercanias de Constantinopla pelos excubitores sob Zenão e Basilisco.
Em decorrência disso, Estrabão retornou em 473 para a Trácia, onde agrupou um grande exército, que os historiadores sugerem ser formado por cerca de 10 mil soldados. Seus seguidores rapidamente cresceram em número, e foi aclamado rei. Com a nova posição, exigiu ser reconhecido por Leão I como rei único dos ostrogodos, que todos os desertores lhe fossem entregues, que seu povo fosse assentado na Trácia, que a herança institucional e material de Áspar a ele legada fosse entregue e que fosse nomeado como mestre dos soldados. O imperador tencionava recusar-se a aceitar os termos, aceitando somente nomeá-lo mestre na condição de que jurasse servi-lo como aliado leal. Para pressionar Leão a aceitar suas condições, Estrabão deslocou seus soldados pelas cidades da Via Egnácia, enviando parte deles para atacar Filipos (ou Filipópolis), enquanto liderou os homens restantes para atacar e ocupar Arcadiópolis.
Quando os godos ficaram quase sem recursos, Teodorico assinou a paz com Leão, nos termos da qual os bizantinos foram obrigados a pagar cerca de 907 quilos de ouro, a reconhecer a independência de Estrabão e a conceder a ele o posto de mestre dos soldados na presença (magister militum praesentialis).  Alegou ser capaz de confrontar qualquer um nesta posição, exceto os vândalos, talvez em respeito à boa relação entre eles e Áspar ou por medo de ser enviado numa "missão suicida" no Norte da África. Sua rápida ascensão, como se verificou, provavelmente suscitou inveja nos ostrogodos panônios, que abandonaram suas terras e invadiram o império sob liderança do rei Teodomiro e seu filho Teodorico, o Amal, que permanecera entre 461/462 e 472 como refém em Constantinopla. Eles conseguiram angariar bom acordo com o poder imperial, no qual foram assentados na Macedônia.

### Sob Zenão

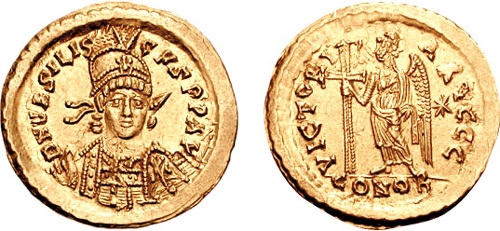
Soldo do imperador Basilisco r..

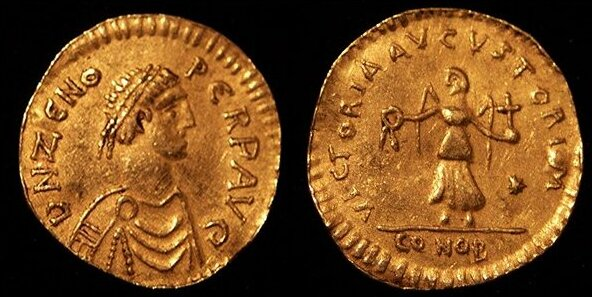
Tremisse do imperador Zenão (r. 474–475; 476–491)

Com a morte de Leão em 18 de janeiro de 474, Estrabão foi destituído pelo recém-nomeado Zenão (r. 474–475), que provavelmente já por esta época tentaria opor Teodorico, o Amal a Estrabão. Estrabão, por sua vez, se rebelou contra ele, matando o mestre dos soldados da Trácia Heráclio, apesar do pagamento de um resgate, talvez porque esteve envolvido no assassinato de Áspar. O apoio de Teodorico foi fundamental para a derrocada de Zenão e a ascensão de Basilisco (r. 475–476) ao trono bizantino em janeiro de 475, de modo que Basilisco lhe confirmou o título de mestre dos soldados na presença e deu outras honrarias. Mas, Teodorico enfrentou Basilisco quando nomeou seu sobrinho Armato como mestre dos soldados na presença.
Quando Zenão retornou a Constantinopla em 476 e derrotou Basilisco, Estrabão não é mencionado como defensor da cidade, talvez por ter partido para a Mésia para combater os ostrogodos panônios: segundo relatado pelas fontes, Teodorico, o Amal, que estava assentado na Mésia, teria contatado Zenão e lhe oferecido ajuda militar em troca de benefícios. Para o historiador Malco, porém, a verdade é que Estrabão teria auxiliado na derrocada do usurpador. Seja como for, a restauração de Zenão não proporcionou a reconciliação com Estrabão, talvez pois o primeiro foi ajudado e manteve Armato, o antigo desafeto do rei, em sua posição de mestre dos soldados. Apesar disso, em 477/478, Estrabão enviou emissários à capital procurando um acordo. Os emissários góticos, para justificar a conclusão de um acordo, alegaram que Amal, que tanto havia prejudicado as províncias balcânicas, era reconhecido como general e amigo bizantino. Zenão, vendo ser impossível suprir os exércitos de ambos, e analisando em retrospecto as ações para com os bizantinos, criticou Estrabão como antigo inimigo que havia pilhado a Trácia e como antigo apoiante do usurpador Basilisco e negou-lhe qualquer acordo, uma vez que procurava um comando militar, não a paz. Outrossim, foi declarado inimigo público pelo senado e exército bizantinos, e seus partidários foram banidos pelo imperador.
Estrabão, no entanto, esteve nesse ínterim agrupando em torno de si outras tribos góticas da região, o que forçou Zenão a reabrir as negociações. O imperador propôs uma aliança e pediu que enviasse seu filho como refém para Constantinopla e passasse a viver como um indivíduo privado na Trácia com o que já havia adquirido com seus saques, obrigando-se a não saquear mais. Estrabão recusou os termos, alegando que seus recursos eram insuficientes para ele e seus seguidores, e que já não mais poderia retroceder com suas tribos. Zenão então decidiu-se pela guerra, organizando uma expedição com tropas reunidas do Ponto, Ásia e Oriente e que seria comandada por Ilo. Por razões desconhecidas, o comando foi concedido a Marciniano, que mostrou-se incapaz de manter a disciplina de seus soldados, forçando o imperador a enviar uma embaixada para Teodorico, o Amal na Mésia.

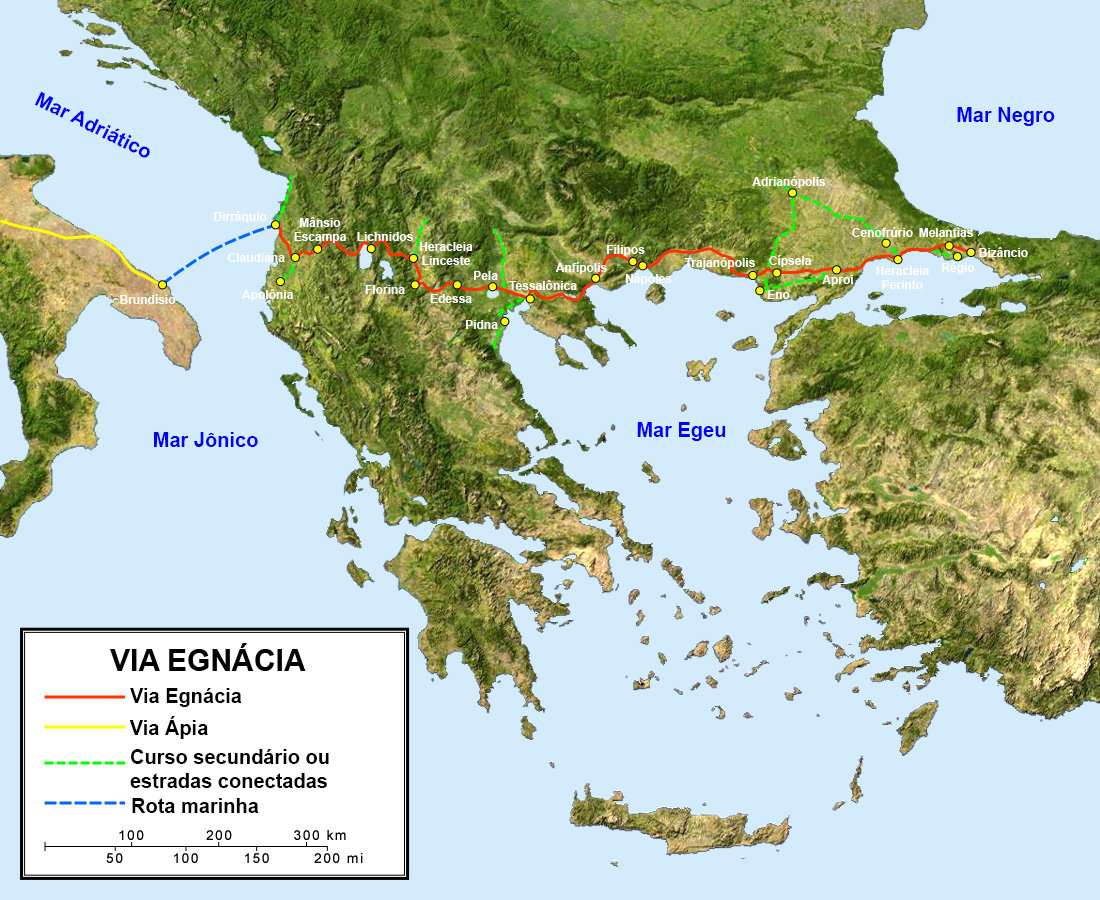
Rota da Via Egnácia, um dos principais palcos dos conflitos entre ostrogodos e bizantinos

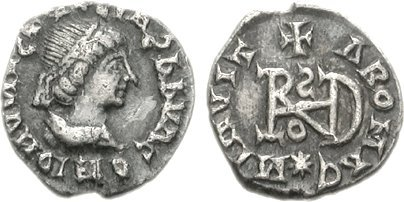
Síliqua de r.

Pelo acordado pela embaixada, Amal marchou ao sul com a promessa de, ao chegar na Trácia, encontrar-se-ia com o mestre dos soldados perto dos passos do monte Hemo para receber reforço de dois mil cavaleiros e 10 mil infantes, número que seria depois acrescido por mais seis mil cavaleiros e 20 mil infantes oriundos de Adrianópolis. Além disso, prometeu-se que, caso necessário, Heracleia Perinto e outras cidades vizinhas estariam preparadas para enviar mais tropas. Apesar das promessas, Teodorico não recebeu auxílio bizantino algum. Quanto aproximou-se do monte Sondis, encontrou-se com o exército de Estrabão, e ambos capturaram rebanhos e cavalos um do outro em pequenas batalhas. Então, Estrabão aproximou-se do acampamento inimigo em distância segura e proferiu palavras de ordens, segundo as quais Amal era culpado por fazer ostrogodos lutarem entre si, com isso beneficiando os bizantinos. Tal discurso incentivou muitos guerreiros de Amal, bem como suas mulheres, a desertar, obrigando-o a concluir o conflito.
Na primavera ou começo do verão de 478, ambos enviaram emissários para Constantinopla. Amal exigiu concessões de territórios para seu povo, na tentativa de expandir os domínios de seus godos para sul da Mésia além de todos os passos montanhosos dos Bálcãs, suprimento de cereais para abastecer o exército até a época da colheita e que coletores de impostos (domésticos) deviam ser enviados imediatamente para registrarem o que haviam recebido, enquanto Estrabão exigiu que os acordos selados com Leão em 473 deveriam ser renovados, que o pagamento que recebia há anos deveria ser mantido e pago retroativamente, e que certos parentes seus que estavam aos cuidados de Ilo e o isáurios deveriam ser libertados. Não se sabe qual foi a resposta dada por Zenão a Estrabão, se é que deu alguma. Para Amal, avisou-o que caso não quebrasse seu juramento de paz, receberia 907 quilos de ouro e 4 530 de prata imediatamente, além de um tributo anual de 10 mil soldos e uma aliança matrimonial com a filha de Olíbrio ou outra dama cortesã.
Tais promessas não surtiram o efeito esperado e o imperador preparou-se novamente à guerra. Porém logo desistiu de seu plano, e com a iminência de uma revolta militar, retirou seus soldados para os quartéis de inverno. Amal aproveitou-se da situação para invadir partes da Trácia na vizinhança do Ródope, arruinando as colheitas e extorquindo recursos de fazendeiros. Na situação, Zenão enviou uma embaixada a Estrabão de modo a conseguir selar a paz. Prometeu renovar os termos estabelecidos sob Leão, ao mesmo tempo que concedeu outros: libertou todos os seus parentes que estavam sob poder bizantino e garantiu-lhes restituição de suas propriedades, providenciou suprimentos para 13 mil de seus soldados, garantiu-lhe o comando de duas escolas palatinas, permitiu que mantivesse a propriedade que lhe pertencia, concedeu-lhe um dos postos de mestre dos soldados na presença em substituição de Amal e permitiu-lhe manter os títulos que Basilisco lhe concedera.

Constantinopla

Em 479, Estrabão apoiou os rebeldes Procópio Antêmio e Marciano. Ao saber da eclosão da revolta, liderou tropas para Constantinopla, no entanto, não chegou a tempo de auxiliar os revoltosos, que foram derrotados rapidamente. Ao ser questionado pelos emissários imperiais, alegou que havia conduzido seus soldados à capital para ajudar Zenão, mas ninguém acreditou em sua palavra e o acordo selado no ano anterior foi quebrado. Apesar disso, Estrabão garantiria santuário aos rebeldes e aliar-se-ia com Teodorico, o Amal para atacar e devastar a Trácia. Em 480, Zenão aliou-se aos hunos[b] que foram enviados contra eles para ocupá-los durante a temporada de campanhas (primavera e verão), contudo, foram derrotados pelos ostrogodos.
Em 481, enquanto as tropas imperiais estavam ocupadas combatendo Amal em Dirráquio, Estrabão marchou contra a capital com alguns hunos. Seu primeiro assalto às Muralhas de Teodósio fracassou, tendo sido repelido por Ilo. Então, renovou operações em Sícas (Gálata), no outro lado do Corno de Ouro, mas foi novamente derrotado. Finalmente, moveu-se às pequenas cidades portuárias de Héstias e Sostênio, na margem do Bósforo, em uma tentativa de cruzar suas forças à Ásia Menor, porém foi impedido pela marinha imperial. Provavelmente após receber suborno, retornou à Grécia pela Via Egnácia através da Trácia, talvez almejando alcançar Amal em Dirráquio. No trajeto, enquanto comandava um exército de 30 mil soldados numa invasão à Grécia, faleceria ao cair de seu cavalo sobre uma lança em Estábulo de Diômedes (em latim: Stabulum Diomedis), perto de Filipos. Seria sucedido no comando por seu filho Recítaco.

## Legado

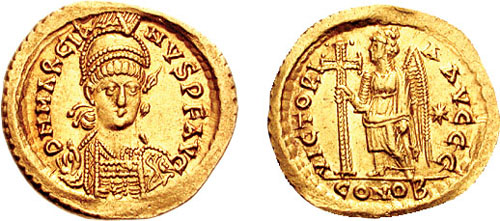
Soldo do imperador Marciano r.

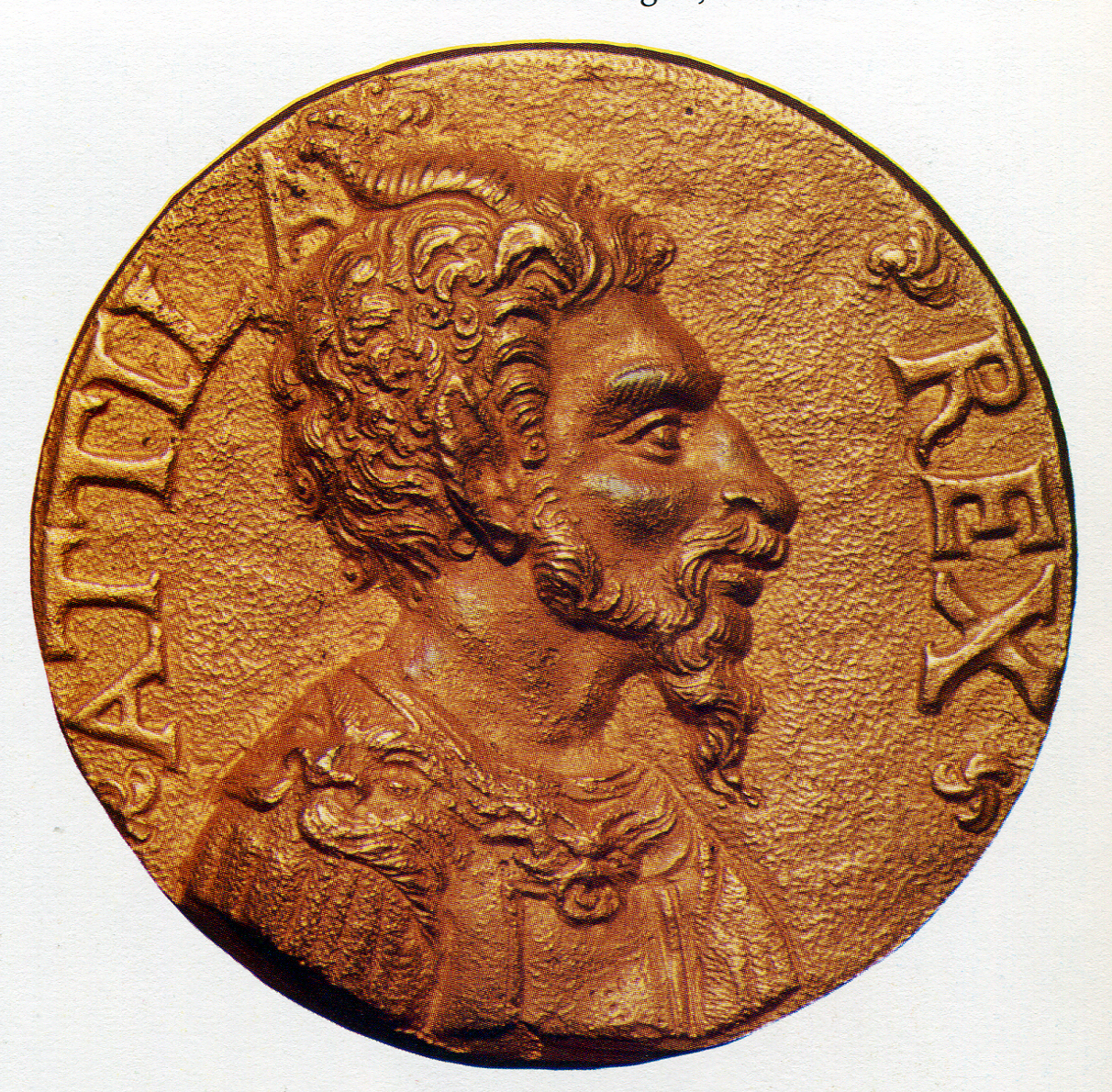
Medalha do século XVII com efígie de r.

Quando compara-se Amal com Estrabão, vê-se que o segundo, à época, estava numa situação mais favorável. Amal, apesar de ser filho e sobrinho de reis e pertencer a notória dinastia dos Amalos, possuía situação política muito instável. Desde a fragmentação do Império Huno de Átila (r. 434–453), seu povo sob comando de seu pai Teodomiro (r. 465–474) e seus tios Videmiro (r. 451–473) e Valamiro (r. 447–465) fora assentado na Panônia sob consentimento de Marciano (r. 450–457), mas teve de constantemente lutar contra coalizão de tribos vizinhas hostis formada por suevos, esciros, sármatas, etc. pela supremacia no curso médio do Danúbio. No último destes conflitos, na decisiva batalha de Bolia de cerca de 469/470, o historiador Jordanes alega que Teodomiro e seu irmão Videmiro foram capazes de infligir uma importante derrota nestas tribos, uma vitória talvez inventada pelo autor. É plausível, com base em novas interpretações dos fatos, que aquela invasão realizada por Teodomiro e Teodorico ao império em 473 provavelmente teria sido motivada, no entender do historiador Hyun Jin Kim, por uma suposta derrota na mão da coalizão bárbara rival em Bolia e a necessidade de obtenção de suprimentos e terras novas.
Teodorico Estrabão, por outro lado, era um soldado afortunado, e mediante suas relações familiares com alguns dos principais dirigentes imperiais, principalmente o ministro e governante de facto do Império Bizantino Áspar, logrou ingressar rapidamente no serviço imperial, inclusive fornecendo parte do efetivo militar que guarneceu a capital bizantina. Tal proeminência é precocemente atestada em 459 no episódio dos embaixadores de Valamiro que relataram a seu rei, ao retornarem da corte de Leão I, a bonança vivida pelos ostrogodos trácios, que suscitou inveja que por sua vez motivou a invasão gótica panônia à região. Estrabão soube apropriar-se de seu prestígio adquirido e de sua experiência de comando para moldar os rumos de seu povo a reboque dos inúmeros percalços políticos ocorridos na corte. O historiador Peter Heather, ao analisar os eventos de 477/478, relata:
| “ | Teodorico [o Amal] começou por prometer atacar os godos trácios, mas acabou por não realizar mais do que algumas escaramuças em 476 e 477, ao mesmo tempo que apelava a Zenão por assistência imperial. O imperador hesitou e chegou a pensar tentar fazer acordo com Estrabão em vez disso, nomeadamente porque o último tinha atraído alguns desertores godos panônios. Se isso soa estranho, deve ser lembrado que Teodorico não era ainda o todo-vitorioso governante da Itália, mas um jovem líder que tinha arriscado seus homens numa grande aposta. E com o tempo, pelo menos alguns desses homens convenceram-se que Estrabão era uma aposta melhor.[d] | ” |

Na concepção de Peter Heather, caso Teodorico não tivesse fatidicamente falecido no incidente da lança, muito provavelmente teria sido ele o Teodorico triunfante nos conflitos ocorridos durante as décadas de 470 e 480:
| “ | Refletindo a propaganda de Amal, Jordanes rejeita-o [Estrabão] com apenas uma frase, alegando que, por não ser membro da dinastia dos Amalos, era de importância desprezível. Isso é manifestamente falso. Enquanto Teodorico, o Amal, talvez devido sua inexperiência, esteve ocupado assinando sucessivos acordos questionáveis com Zenão entre 475 e 478 [...] Estrabão manteve uma visão fria a longo prazo e atraiu com sucesso alguns dos apoiantes góticos de seu rival. Com apenas um pouco mais de sorte, poderia facilmente ter sido Estrabão que emergiria triunfante do confronto entre os dois Teodorico, uma vez que tanto antes como depois [...] aqueles godos estavam receptivos a líderes de fora da família dos Amalos contanto que fossem eficazes.[e] | ” |

Estrabão é citado no romance histórico Raptor de Gary Jennings, onde desempenha importante papel. No livro, tem seus membros amputados pelo personagem principal, Thorn, o marechal de Teodorico, o Grande. Alguns anos mais tarde, morreria antes de uma batalha iminente com Teodorico, quando foi levantado numa maca e caiu sobre a ponta da lança de um soldado.